# シー・ハルク
シー・ハルク（She-Hulk）はマーベル・コミック刊行のアメリカン・コミック（アメコミ）に登場する架空のスーパーヒロイン。1980年2月のマーベル・コミック『Savage She-Hulk #1』で初登場した。

## 経歴
ジェニファー・ウォルターズは弁護士として成功する事を夢見ていたが、ある日、起訴に追い込んだ犯罪者ニコラス・トラスクの部下から狙撃を受けて重傷を負ってしまう。彼女は従兄弟のブルース・バナー（ハルク）からの輸血によって一命を取り留めたものの、ガンマ放射線の影響を受けていた彼の血液の影響で緑色の肌と耐久性、怪力を持ったシー・ハルクに変身できる体質となった。
当初は従兄弟と同様に変身をコントロールすることができず、発作的にシー・ハルクへと変身してしまうことが多かった。しかしスーパーヴィランであり天才科学者でもあるモービウス・ザ・リヴィング・ヴァンパイアを刑事弁護人として弁護した際に、彼からその礼として血液疾患を治療する血清をもらってからは変身をコントロールすることができるようになった。その後は変身後も理性を保つことが出来るようになるも、その反面抑圧されていた彼女本来の外向的で激しいほどに陽気な性格が表に出るようになる。当初こそジェニファーは自分がシー・ハルクであることを隠していたが、自分がシー・ハルクへ変身することを楽しんでいることに気付き正体を公表。また一時的に人間の姿に戻れなくなったこともあり 、それ以降は普段の生活もシー・ハルクに変身したままで過ごしている。
その能力を悪との戦いに用い、後にアベンジャーズへ加入しシークレット・ウォーズに参加したり、ザ・シングの不在中に代理としてファンタスティック・フォーに加わったりした。本職は弁護士。一時的に賞金稼ぎや地方検事になったこともある。超人向けの法律事務所「グッドマン、リーバー、カーツバーグ・アンド・ホリウェイ法律事務所（GLK&H）」などで活躍した。シビル・ウォーでは政府側に参加し、アイアンマンの依頼でS.H.I.E.L.D.に協力した。
気さくな性格の持ち主であり、ホークアイやキャプテン・マーベルらを中心にスーパーヒーロー・コミュニティに多くの友人がいる。友人たちからは愛称である「ジェン」「ジェニー」のほか「Shlkie」「GreenJeans」などと呼ばれることも多い。
また、マイティ・ソーやアイアンマンらとロマンチックな関係を築いたこともある 。
2018年にアベンジャーズ誌を中心に展開された「ファイナル・ホスト」事件にてセレスティアルズと接触した際に体内の放射線を増大させられたため、かつての女性らしい体型から一変、従兄弟のハルクそっくりの筋骨粒々の巨人へと変貌した。この事件以降、ジェニファーはシーハルクの名を返上しハルクと名乗っている。

## 能力
超人的パワー
シーハルクの姿へ変身すると100トン以上を持ち上げられるほどの怪力を発揮することができる。
超人的跳躍力
超人的な脚力により少なくとも1000フィートほど楽々と跳躍することができる。この力は長距離移動手段としても度々使用される。
超人的耐久力・回復力
怪我に対する高度な耐久力や回復力があり、致命的なまでの高温・低温や、－190F～3000Fまでの圧力に耐えることが可能である。また、通常の銃弾では撃たれても怪我を負うことはない。
武術
キャプテン・アメリカら歴戦の勇士達から武術の訓練を受けており、通常の犯罪者ならばシーハルクに変身せずとも肉弾戦で対処可能である。
ガンマ線エネルギーの吸収や放射
ハルク程ではないが、シーハルクもガンマ線のエネルギーを吸収したり攻撃として放射できる。
天界人の一柱エソンの宇宙エネルギーを浴びたり、魔力を含有するガンマ線エネルギーを取り入れたりしたことでジェニファーのこの能力は威力が上がり、触れるだけで対象に重度の火傷を負わせよだれが強酸性になるレベルになった。ブラック・パンサーの協力により、ワカンダ製のスーツを得て放出攻撃をコントロールできる様になった。
全身から放出する衝撃波は街区を更地にする威力があり、エネルギー波を口から放射して複数の敵や大型の敵を攻撃している。
火炎放射
ゴリラマンの裏切りにより、レッド・ウィドウらウィンターガードに捕縛され、ウィンター・ソルジャーと同様の拷問を受けて「ウィンター・ハルク」になって以降は口から緑色の火炎放射を発射する様になった。
後述のフェニックス・フォースの火炎能力とは異なる。
不死身性
ハルクや類似キャラクター同様に、シーハルクは殆ど不死身である。
肉体交換術
エイリアン種族のOvoidsによる訓練の末、他者と見た目や能力を交換する能力を得た。
第4の壁を越える
自分が漫画のキャラクターであることを自覚しており、読者や編集者らに対して語りかけたり文句を言ったりすることがある。現在ではあまり用いられない。周囲の人々を混乱させないよう、この能力を使用することを控えているようである。。
一時的な能力など
アイアン・フィストの能力は本来ショウラオ（英語版）から与えられるが、ジェニファーも一時的に宿していた。
フェニックス・フォース（英語版）のトーナメントに他のマーベルヒーロー達と共に選ばれた際はやはりフェニックス由来の能力を与えられていたが、サブマリナーとの試合中にマヤ・ロペズ/エコー（英語版）に二人のフォースが移動した。
スカーレット・ウィッチによって魔法の守りを得ていた時期もあるが、ドクター・ストレンジに解除された。

## MCU版
マーベル・シネマティック・ユニバース（MCU）では、タチアナ・マスラニーがジェニファー・ウォルターズ / シー・ハルク（Jennifer Walters / She-Hulk）を演じる。日本語吹替は井上麻里奈が担当。
『シーハルク：ザ・アトーニー』
超人法を専門とするGLK&H事務所の弁護士で、ブルース・バナーの従姉妹。ある事故によりブルースの血液で誤って交差汚染された後、彼が変身したハルクに似たように大きくて力強く緑がかった姿のシー・ハルクとなる。ブルースとトレーニングをすることで、ある程度能力を使いこなすことが出来るようになったが、本人にはスーパーヒーローとして活動するつもりがない。第四の壁を破ることができ、ドラマ視聴者へ頻繁に語りかけてくる。

## 他メディアでの出演

### テレビ番組
- 1982年、『超人ハルク』に登場。声優は不明だが、日本語吹き替え版も不明。本名は変更されていた（ただし、ジェニファーまでは同じ）。
- 1996年、『超人ハルク』で登場したときは リサ・ゼインが声を当てていたが、第2シーズンではクリー・サマーが声を当てていた。

2013年から2014年にかけて放送されたテレビアニメ『ハルク: スマッシュ・ヒーローズ』ではメインキャラクターを務め、エリザ・ドゥシュクが声を当てた。

### ゲーム
カプコンの対戦型格闘ゲーム『MARVEL VS. CAPCOM 3 Fate of Two Worlds』でプレイアブルキャラクターとして参戦し、マリア・キャナル・バレーラが声を当てた。
また、これより前に発売されたアクションゲーム『マーヴルスーパーヒーローズ ウォーオブザジェム』で、シーハルクのドッペルゲンガーが敵として登場した。